# Langskov (Sydslesvig)
Langskov, Langholt (dansk) eller Langholz (tysk) er en landsby beliggende ved Egernfjord syd for Lille Vabs i landskabet Svansø i det sydøstlige Sydslesvig. Administrativt hører Langskov under Vabs Kommune i Rendsborg-Egernførde kreds i den tyske delstat Slesvig-Holsten. I kirkelig henseende hører landsbyen under Vabs Sogn. Sognet lå i Risby Herred (senere Svans godsdistrikt), da området tilhørte Danmark. Landsbyen er stærkt præget af turisme. Der er et større campingsplads ud ved kysten. Området ud mod fjorden kaldes også for Langhoved. Syd for Langskov ligger Aas Sø.
Langskov er første gang nævnt 1652. Stednavnet betegner en langstrakt skov. 